# Katja
Katja er et pigenavn, der er opstået som en russisk kortform af Katharina. Navnet findes i flere varianter, blandt andet Kathja, Katia og Katya. Lidt mere end 4.100 danskere bærer et af disse navne ifølge Danmarks Statistik.

## Kendte personer med navnet
- Katja K/Katja Kean, kunstnernavn for Sussi la Cour, dansk pornoskuespiller, model og designer.
- Katja Miehe-Renard, dansk skuespiller.
- Katja Nyberg, finsk-norsk håndboldspiller.
- Katja Seizinger, tysk alpin skiløber.

## Navnet anvendt i fiktion
- Katja er navnet på pigen, der sammen med Kim, Erik og Brille fra Kim-bøgerne, en serie drengebøger fra 1960'erne, opklarer forbrydelser.